# Tageteae
Tageteae je tribus glavočika u potporodici Asteroideae. Postoji 34 priznatih rodova
tribus je opisan u Journal de Physique, de Chimie, d'Histoire Naturelle et des Arts 88: 162–163. 1819.

## Rodovi
1. Subtribus Flaveriinae Less.
  1. Flaveria Juss. (21 spp.)
  2. Sartwellia A. Gray (4 spp.)
  3. Haploesthes A. Gray (4 spp.)
2. Subtribus Clappiinae H. Rob.
  1. Pseudoclappia Rydb. (2 spp.)
  2. Oxypappus Benth. (1 sp.)
  3. Clappia A. Gray (1 sp.)
  4. Jamesianthus S. F. Blake & Sherff (1 sp.)
  5. Arnicastrum Greenm. (2 spp.)
3. Subtribus Tagetinae Dumort.
  1. Tagetes L. (51 spp.)
  2. Callilepis DC. (9 spp.)
  3. Thymophylla Lag. (13 spp.)
  4. Adenophyllum Pers. (13 spp.)
  5. Nicolletia A. Gray (3 spp.)
4. Subtribus Pectidinae Less.
  1. Porophyllum Adans. (32 spp.)
  2. Pectis L. (92 spp.)
5. Subtribus Jaumeinae Benth. & Hook.f.
  1. Jaumea Pers. (2 spp.)
  2. Dyssodia Cav. (6 spp.)
  3. Boeberastrum (A. Gray) Rydb. (2 spp.)
  4. Boeberoides (DC.) Strother (1 sp.)
  5. Urbinella Greenm. (1 sp.)
  6. Chrysactinia A. Gray (6 spp.)
  7. Comaclinium Scheidw. & Planch. (1 sp.)
  8. Dysodiopsis (A. Gray) Rydb. (1 sp.)
  9. Gymnolaena (DC.) Rydb. (3 spp.)
  10. Harnackia Urb. (1 sp.)
  11. Hydropectis Rydb. (3 spp.)
  12. Lescaillea Griseb. (1 sp.)
  13. Leucactinia Rydb. (1 sp.)
  14. Bajacalia Loockerman, B. L. Turner & R. K. Jansen (3 spp.)
  15. Schizotrichia Benth. (3 spp.)
  16. Strotheria B. L. Turner (1 sp.)
6. Subtribus Varillinae B. L. Turner & A. M. Powell
  1. Varilla A. Gray (2 spp.)
7. Subtribus Coultereliinae H. Rob.
  1. Coulterella Vasey & Rose (1 sp.)